# Avedis Aharonian

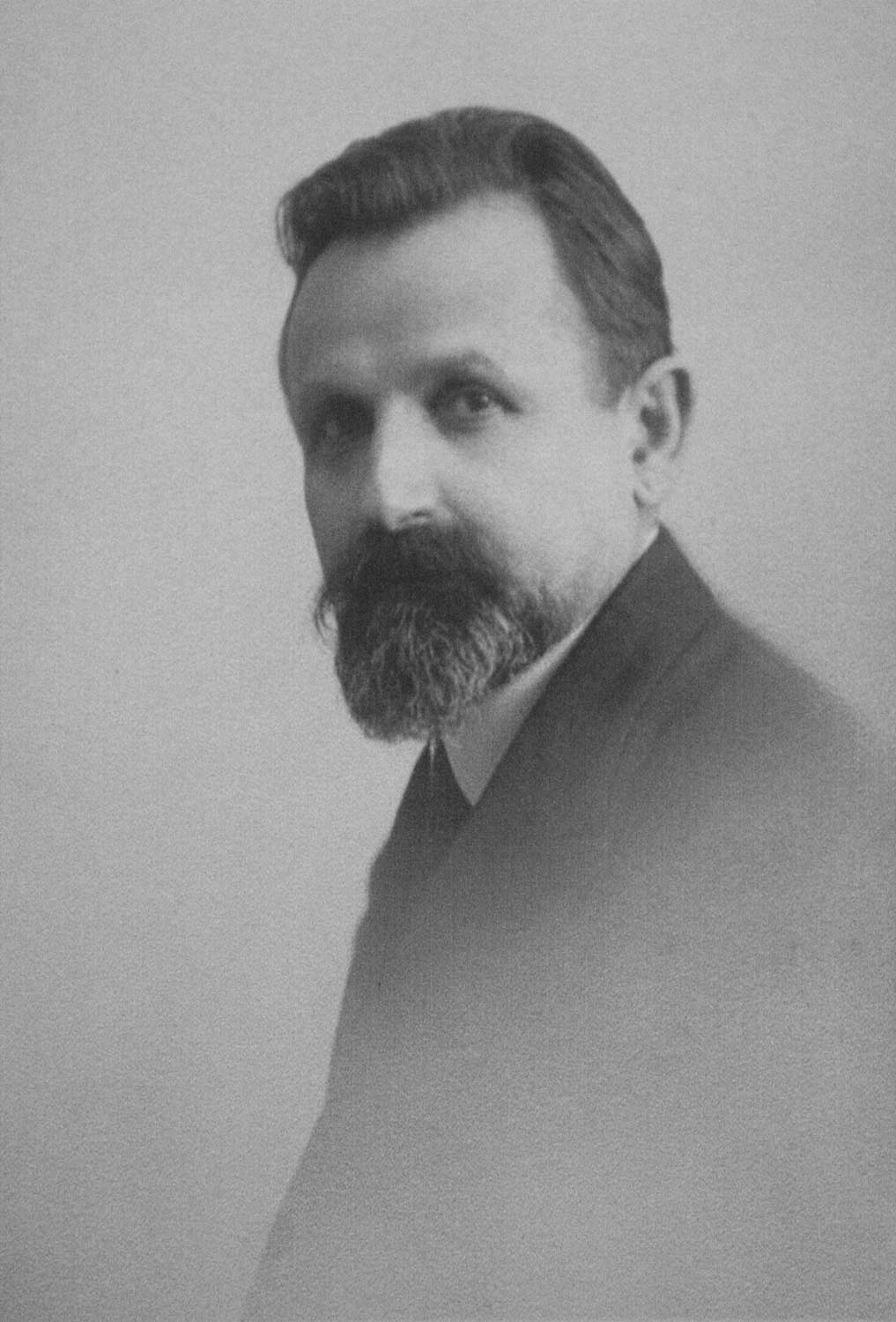
Avedis Aharonian

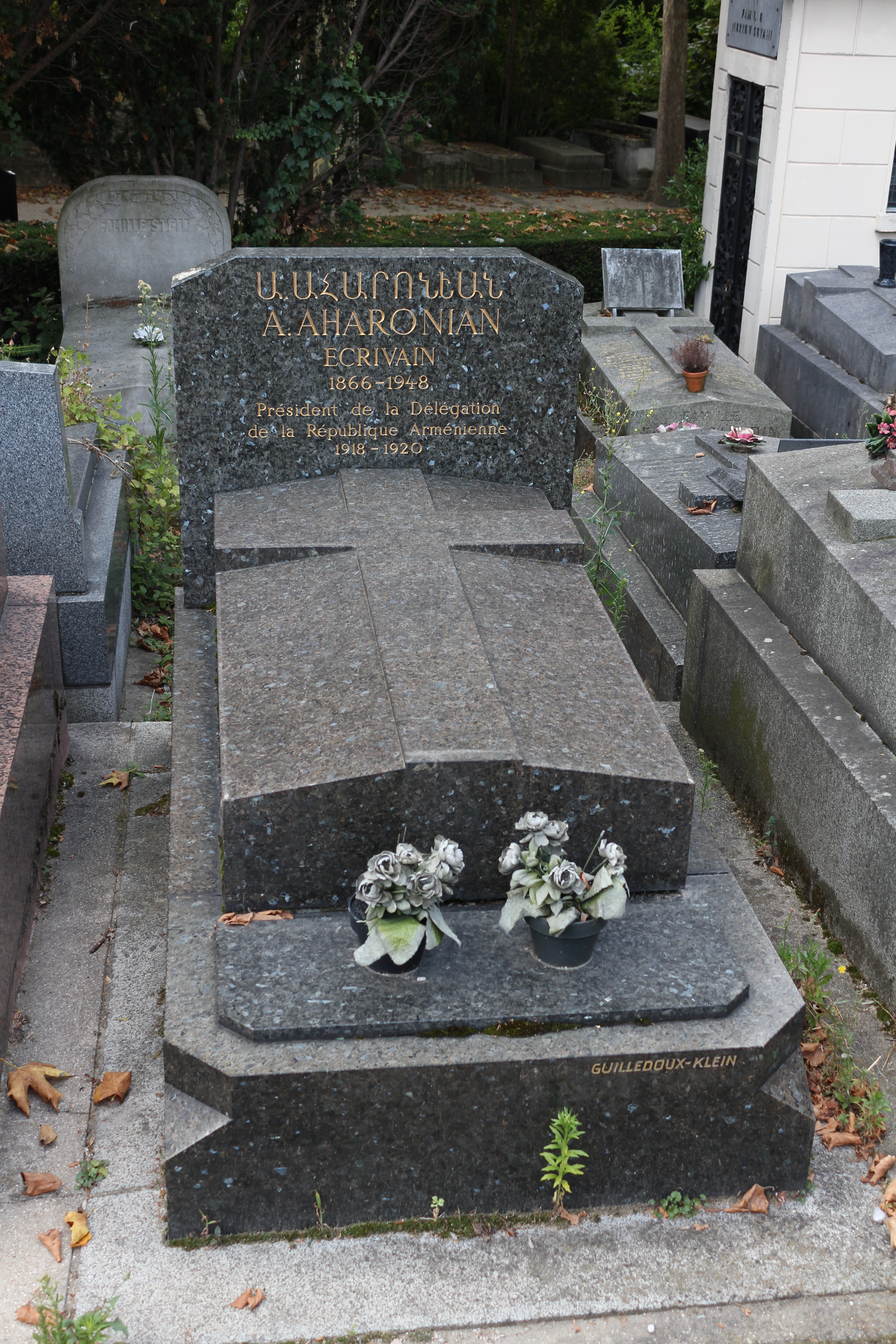
Grab von Avedis Aharonian

Avedis Aharonian (auch Awetis oder Avetis, armenisch Աւետիս Ահարոնեան / Awetis Aharonjan; * 4. Januar 1866 in Iğdır, Gouvernement Eriwan, Russisches Kaiserreich, heute Türkei; † 20. März 1948 in Marseille, nach anders lautenden Angaben in Paris) war ein armenischer Politiker, Revolutionär und Schriftsteller.

## Leben
Aharonian verbrachte seine Kindheit im Zentrum Armeniens, das landschaftlich vom Berg Ararat und dem Fluss Aras geprägt ist. Sein Vater war Schmied. Seine Mutter Zadar brachte ihm früh Lesen und Schreiben bei. Nach der Grundschulzeit in Iğdır besuchte Aharonian bis 1886 das Theologische Seminar Gevorkian in Etschmiadsin. Von 1888 bis 1892 war er Lehrer in Iğdır und Nor Bajaset.
Ab 1898 studierte er an der Universität von Lausanne Geschichte und Philosophie, unternahm eine Reise durch Italien, setzte sein Studium mit Schwerpunkt Literaturwissenschaften an der Sorbonne in Paris fort. Nachdem er Kristapor Mikajeljan, einen der Gründerväter der Armenischen Revolutionären Föderation, kennengelernt hatte, begann er für dessen Zeitschrift Troshag zu schreiben. 1902 kehrte er in den Kaukasus zurück, wurde Rektor der Nerssianschule in Tiflis und Chefredakteur der Zeitschrift Murc. Ab 1905 schrieb er für die Zeitschrift Aradz. 1907 reiste er mit einer armenischen Delegation nach Den Haag.
1909 wurde Aharonian vom zaristischen Regime inhaftiert und zwei Jahre in den Gefängnissen von Tiflis-Metechi, Baku, Rostov und Nowotscherkassk festgehalten. Durch Bestechung wurde er freigekauft und floh nach Europa. 1917 kehrte er in den Kaukasus zurück, wo er ab 1918 erster Präsident des Parlaments der Demokratischen Republik Armenien wurde und am 4. Juni 1918 den Vertrag von Batumi unterschrieb. Am 10. August 1920 unterzeichnete er als Führer der armenischen Delegation mit Boghos Nubar den Vertrag von Sèvres. Nach der Annektierung Armeniens durch die Sowjetunion und der Bildung der Transkaukasischen Sozialistischen Föderalen Sowjetrepublik floh Aharonian wieder nach Europa. Anlässlich einer öffentlichen Diskussion erlitt er im Februar 1934 einen Schlaganfall, durch den er die Fähigkeit zu sprechen und schreiben verlor. Bis zu seinem Tod 1948 lebte er in Frankreich.

## Literarisches Werk
Aharonian hinterließ etwa 30 Werke: Kurzgeschichten, Romane, Gedichte, Schauspiele, aber auch Sachbücher. Darin beschreibt er die Leiden seines Volkes unter türkischer und russischer Herrschaft. Sein Werk ist von Patriotismus und Freiheitsliebe geprägt und mit lebensnahen Naturschilderungen bereichert. Zu nennen sind: Italiayowm, Azatow'tean Canaparh, Andownde, Zolovcow erkeri und Daravor Kaghnin.
Auf Deutsch sind Armenische Erzählungen in Uebers. von Agnes Finck-Gjandschezian erschienen, Reclam, Leipzig 1919.
Auf Französisch liegen vor:
- Les Anciennes croyances arméniennes. Parenthèses, 1980, ISBN 2-86364-008-9.
- Sur le chemin de la liberté (Novellen). Parenthèses, 1978, ISBN 2-86364-004-6.
- Tableau approximatif des réparations et indemnités pour les dommages subis par la nation arménienne en Arménie de Turquie et dans la République arménienne du Caucase. Dupont, Paris 1919.